# Флориани, Марчелло
Марчелло Флориани (итал. Marcello Floriani; 9 февраля 1917 — 19 июля 1994) — итальянский военачальник, танкист во время Второй мировой войны. Кавалер высшей награды Италии за подвиг на поле боя — золотой медали «За воинскую доблесть» (1941, посмертно).

## Биография
Родился 9 февраля 1917 года в Риме, Королевство Италия.
В 1937 году окончил Военную академию Модены, присвоено звание младшего лейтенанта. Был направлен в 4-й танковый полк в Северную Африку. Был дважды ранен, второй раз — при отступлении в январе 1941 года, считался погибшим. Посмертно награждён золотой медалью «За воинскую доблесть».
Из представления к награде:

Офицер-танкист, ранее отмеченный за способности и личную доблесть в ожесточённых боях, назначен командовать взводом M11/39 для участия в важной операции. Действовал против превосходящих бронетанковых сил противника с особым мастерством и отвагой. Будучи тяжело раненым, не вышел из боя и продолжал искусно маневрировать и успешно атаковать противника, облегчая положение других своих частей и соединений. В дальнейшем когда ситуация стала критической, когда взвод понёс большие потери, осталась только половина от всех танков, заканчивались боеприпасы и его взвод был окружён со всех сторон, с негодованием отверг ультиматум о сдаче в плен и продолжал вести кровопролитный бой ручными гранатами. Несмотря на второе ранение, мужественно и решительно продолжал бой до исчерпания всех возможных средств, в том числе ценою своей жизни. Превосходный пример военной доблести.
Северная Африка, январь 1941.
Оригинальный текст (итал.)Ufficiale carrista già distintosi per capacità e valore personale in duri combattimenti, nell’imminenza di importanti operazioni chiedeva ed otteneva il comando di una compagnia carri M/11 di formazione. Impegnato contro preponderanti unità corazzate, con perizia e singolare audacia ne smorzava l’impeto. Ferito gravemente, rimaneva al suo posto di dovere sventando, con ardita abile manovra, rinnovati reiterati attacchi, riuscendo, dopo sanguinosa azione, a determinare favorevole situazione ad altre unità poste in grave inferiorità dall’aggressività avversaria. Nel proseguire dell’azione, manifestatasi fase assai critica che decimava il reparto in uomini e mezzi, rimasto con un solo mezzo anticarro, a corto di munizioni, circondato da ogni lato e fatto segno ad incessante, violento fuoco di ogni calibro, rifiutava sdegnosamente l’intimazione di resa e persisteva nella cruenta lotta a colpi di bombe a mano. Benché nuovamente ferito, la protraeva con indomjta virile fermezza fino all’esaurimento di ogni mezzo di offesa cadendo infine, esausto, tra i suoi valorosi superstiti. Superbo esempio delle più elette virtù di combattente.

Africa Settentrionale, gennaio 1941.

Однако ему вовремя оказали помощь британские медики, и лейтенант Марчелло Флориани был направлен в лагерь для военнопленных в Индию.
После войны командовал 4-м танковым взводом 2-го танкового батальона (132-й танковый полк), с 1957 по 1960 год был военным атташе в Вашингтоне. В 1960—1961 годах командовал 44-й пехотной дивизией «Кремона», затем 4-м танковым полком (Леньяно). С 1963 по 1965 год руководил школой военной подготовки резервистов и офицеров бронетанковых и механизированных войск (итал. A.U.C., Allievi Ufficiali di Complemento) в Лечче, затем 132-й танковой дивизией «Ариете». В 1968 году присвоено звание бригадного генерала, назначен военным советником президента Италии. С 1974 года — начальник центра гражданской обороны, в 1976—1978 годах — командующий военным округом Сицилии. В 1978—1980 годах возглавлял Финансовую гвардию Италии. Генерал армии.
Умер в Риме 19 июля 1994 года.

## Награды
- Золотая медаль «За воинскую доблесть» (1941, посмертно[1])[4].
- Кавалер Большого креста ордена «За заслуги перед Итальянской Республикой» (17 января 1979 года)[5].
- Великий офицер ордена «За заслуги перед Итальянской Республикой» (6 декабря 1971 года)[6].